# 日本及日本人

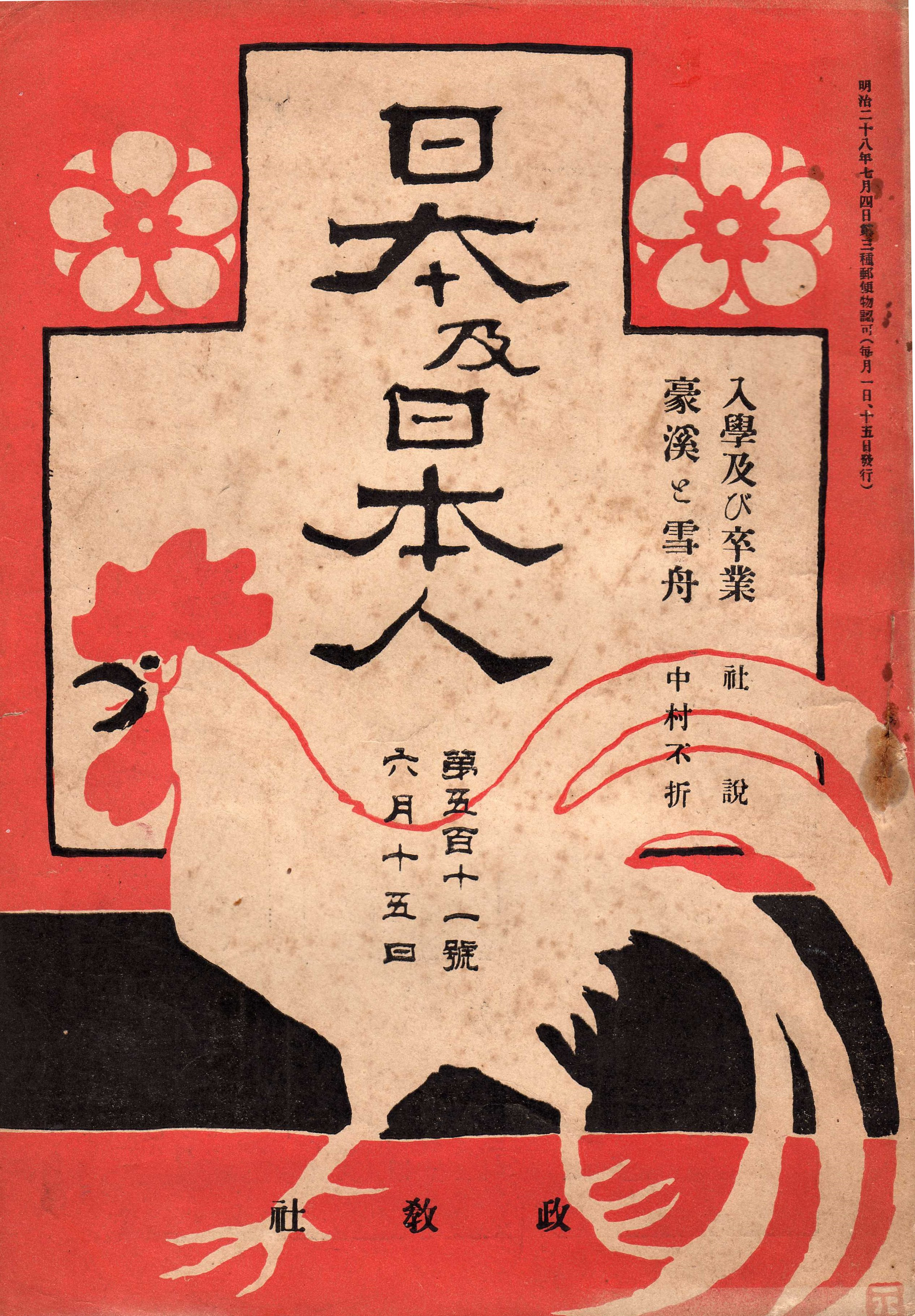
第511号（1909）

日本及日本人（にほんおよびにほんじん）は、1907年（明治40年）1月1日から1945年（昭和20年）2月まで、政教社から出版された、おもに言論の雑誌。1923年秋まで、三宅雪嶺が主宰した。

## 歴史
この雑誌は、政教社の日本人誌と陸羯南の日本新聞とを継いでいる。これらは元々兄弟のような間柄だったが、1906年、日本新聞社の後任社長伊藤欽亮の運営を不服として、社員12人が政教社に移り、三宅雪嶺が『日本人』誌と『日本新聞』との伝統を継承すると称して、翌年元日から『日本人』誌の名を『日本及日本人』と変え、彼の主宰で発行したのである。創刊号の号数も、『日本人』誌から通巻の第450号だった。
雪嶺は1923年（大正12年）秋まで主筆を続けたが、関東大震災後の政友社の再建を巡る対立から、去った。それまでが盛期だった。
雪嶺は、西欧を知り、明治政府の盲目的な西欧化を批判する開明的な国粋主義者で、雑誌もその方向に染まっていた。題言と主論説は雪嶺、漢詩の時評の『評林』は日本新聞以来の国分青崖、時事評論の『雲間寸観』は主に古島一雄、俳句欄は内藤鳴雪、和歌欄は三井甲之が担当し、一般募集の俳句欄『日本俳句』は河東碧梧桐が選者で、彼は俳論・随筆も載せた。ほかに、島田三郎、杉浦重剛、福本日南、池辺義象、南方熊楠、三田村鳶魚、徳田秋声、長谷川如是閑、鈴木虎雄、丸山幹治、鈴木券太郎らの在野陣が執筆した。月2回刊、B5より僅か幅広の判だった。
たびたび発禁処分を受けた。
大正期に入ってからは、三井甲之の論説が増え、中野正剛、五百木良三、植原悦二郎、安岡正篤、土田杏村、布施辰治、寒川鼠骨らが書いて、右翼的色彩も混ざった。
1920年（大正9年）4月5日発行の春季増刊号『百年後の日本』（通巻第780号）は、当時の未来予測記事としてしばしば言及される。同号はJ&Jコーポレーションから2002年（ISBN 4930794005）と2010年（ISBN 9784930794000）に覆刻されている。
1923年（大正12年）の関東大震災に、発行所の政教社は罹災した。雪嶺と女婿の中野正剛とは、社を解散し新拠点から雑誌を継続発行すべきとし、他の同人が反対し、碧梧桐・如是閑が調停したが、雪嶺は去った。以降の『日本及日本人』は、同名の無関係の雑誌とする論もある。
1924年年初、政教社が発行し直した『日本及日本人』は、体裁はほぼ以前通りだったが、内容は神秘的国粋論が多くなった。1930年（昭和5年）、五百木良三が政教社社長となって『日本及日本人』を率いた、1935年からは月一回発行になった。
1937年の五百木の没後は、国分青崖社長、入江種矩主幹、雑賀博愛主筆の、戦争協力体制になった。
第二次世界大戦の末期、1945年2月号（第440号）まで発行が確認されている。

### 戦後の復刊
1950年9月に復刊し、日本新聞社、日本及日本人社、J&Jコーポレーションと版元を変えて2004年1月（通巻第1650号）まで発行されていた。
1988年陽春特別号（通巻第1590号、1988年4月1日発行、日本及日本人社）は、「創刊100周年記念」と題されている。